# 里沃库尔
里沃库尔（法語：Rivecourt，法語發音：[ʁivkuʁ]）是法国瓦兹省的一个市镇，属于贡比涅区。

## 地理
里沃库尔（49°20'52"N, 2°44'5"E）面积3.87 平方千米，位于法国上法蘭西大區瓦兹省，该省份为法国北部内陆省份，北起索姆省，西接厄尔省和滨海塞纳省，南至塞纳-马恩省和瓦兹河谷省，东临埃纳省。
与里沃库尔接壤的市镇（或旧市镇、城区）包括：勒默、拉克鲁瓦圣旺、隆格伊圣玛丽、韦尔伯里。

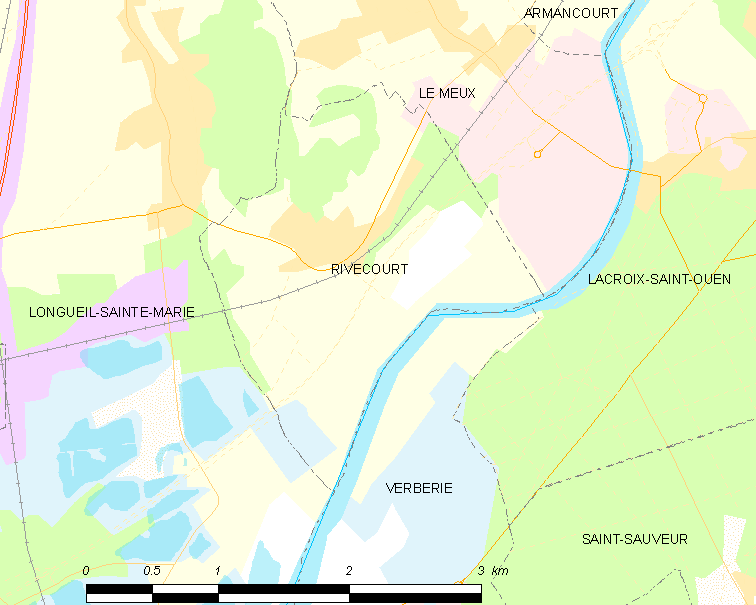
里沃库尔的OSM定位图

里沃库尔的时区为UTC+01:00、UTC+02:00（夏令时）。

## 行政
里沃库尔的邮政编码为60126，INSEE市镇编码为60540。

## 政治
里沃库尔所属的省级选区为埃斯特雷圣但尼县。

## 人口

1962-2008年间里沃库尔人口变化图示

里沃库尔于2022年1月1日时的人口数量为627人。